# Élections législatives de 1967 dans l'Aisne
Les élections législatives françaises de 1967 se déroulent les 5 et 12 mars 1967. Dans le département de l'Aisne, cinq députés sont à élire dans le cadre de cinq circonscriptions.

## Élus
| Circonscription | Député sortant    | Parti | Parti   | Député élu ou réélu | Parti | Parti       |
| --------------- | ----------------- | ----- | ------- | ------------------- | ----- | ----------- |
| 1re             | Guy Sabatier      |       | UNR-UDT | Guy Sabatier        |       | UD-Ve       |
| 2e              | Edmond Bricout    |       | UNR-UDT | Edmond Bricout      |       | UD-Ve       |
| 3e              | Jean Risbourg     |       | UNR-UDT | Maurice Brugnon     |       | SFIO (FGDS) |
| 4e              | Albert Catalifaud |       | UNR-UDT | Albert Catalifaud   |       | UD-Ve       |
| 5e              | André Rossi       |       | CR      | André Rossi         |       | CR          |

## Résultats

### Analyse

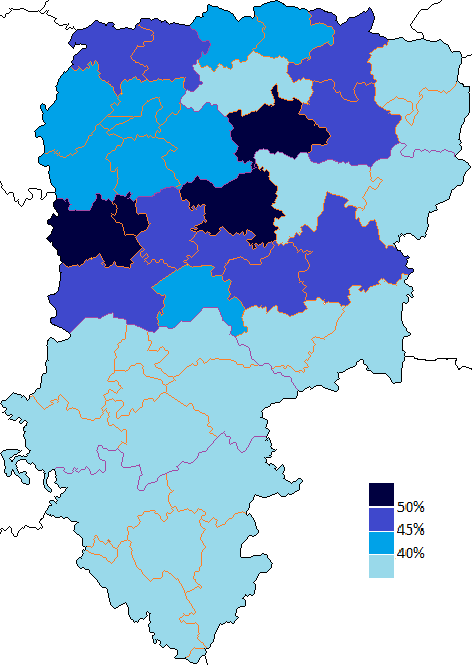
Résultats électoraux de la droite parlementaire au premier tour par canton.
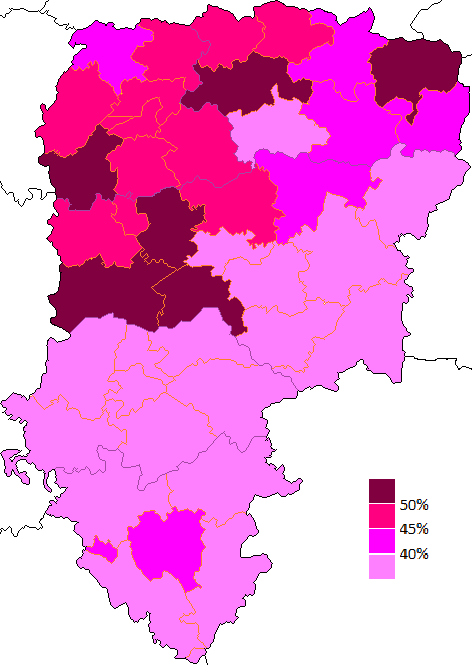
Résultats électoraux de la gauche parlementaire au premier tour par canton.

### Résultats à l'échelle du département
| Parti          | Parti                                           | Premier tour | Premier tour | Second tour | Second tour | Sièges |
| Parti          | Parti                                           | Voix         | %            | Voix        | %           | Sièges |
| -------------- | ----------------------------------------------- | ------------ | ------------ | ----------- | ----------- | ------ |
|                | Union des démocrates pour la Ve République      | 92 975       | 38,67        | 100 996     | 42,26       | 3      |
|                | Modérés                                         | 566          | 0,24         |             |             | 0      |
|                | Union des républicains de progrès               | 93 541       | 38,90        | 100 996     | 42,26       | 3      |
|                |                                                 |              |              |             |             |        |
|                | Section française de l'Internationale ouvrière  | 29 013       | 12,07        | 20 289      | 8,49        | 1      |
|                | Convention des institutions républicaines       | 6 240        | 2,59         | Retrait     | Retrait     | 0      |
|                | Fédération de la gauche démocrate et socialiste | 35 253       | 14,66        | 20 289      | 8,49        | 1      |
|                |                                                 |              |              |             |             |        |
|                | Parti communiste français                       | 63 368       | 26,35        | 77 030      | 32,23       | 0      |
|                | Progrès et démocratie moderne                   | 43 680       | 18,16        | 40 675      | 17,02       | 1      |
|                | Parti socialiste unifié                         | 4 627        | 1,92         |             |             | 0      |
|                |                                                 |              |              |             |             |        |
| Inscrits       | Inscrits                                        | 290 814      | 100,00       | 290 768     | 100,00      | 5      |
| Abstentions    | Abstentions                                     | 45 047       | 15,49        | 45 518      | 15,65       |        |
| Votants        | Votants                                         | 245 767      | 84,51        | 245 250     | 84,35       |        |
| Blancs et nuls | Blancs et nuls                                  | 5 298        | 2,16         | 6 260       | 2,55        |        |
| Exprimés       | Exprimés                                        | 240 469      | 97,84        | 238 990     | 97,45       |        |

### Cartes

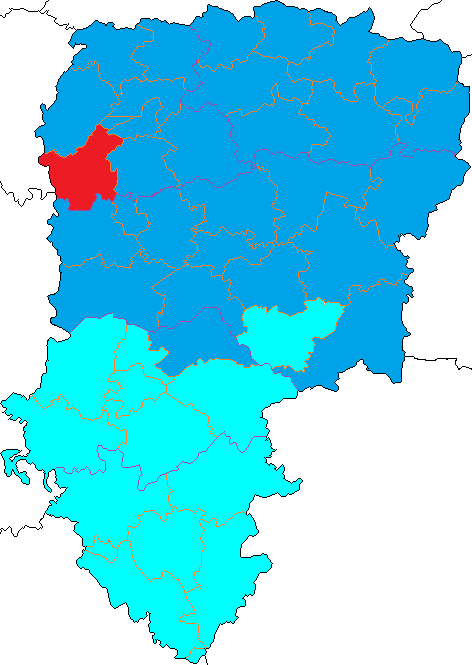
Nuance politique des candidats arrivés en tête dans chaque canton au 1er tour dans le département de l'Aisne.
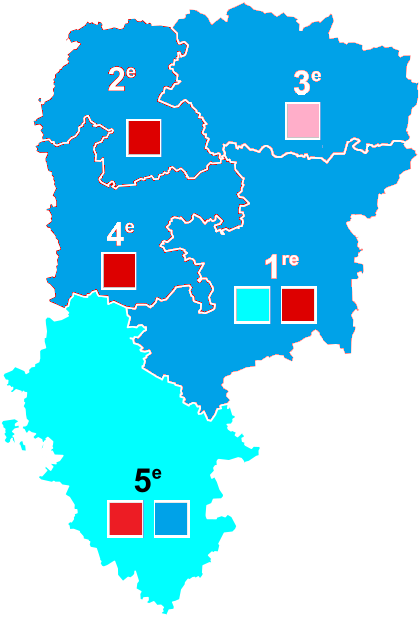
Nuance politique des candidats arrivés en tête dans chaque circonscription au 1er tour dans l'Aisne avec celle des candidats se maintenant au second tour.
Nuance politique des députés élus dans chaque circonscription au 2e tour dans l'Aisne.

### Résultats par circonscription

#### Première circonscription (Laon)
| Candidat           | Candidat                    | Parti          | Premier tour | Premier tour | Second tour | Second tour |  |
| Candidat           | Candidat                    | Parti          | Voix         | %            | Voix        | %           |  |
| ------------------ | --------------------------- | -------------- | ------------ | ------------ | ----------- | ----------- |  |
|                    | Guy Sabatier sortant réélu  | UD-Ve          | 17 429       | 39,36        | 18 367      | 41,37       |  |
|                    | Jacques Pelletier           | CD (PDM)       | 11 276       | 25,46        | 13 790      | 31,06       |  |
|                    | William Philippot           | PCF            | 8 772        | 19,81        | 12 236      | 27,56       |  |
|                    | Pierre Uri                  | CIR (FGDS)     | 6 240        | 14,09        | Retrait     | Retrait     |  |
|                    | Guy de la Barre de Nanteuil | Modérés        | 566          | 1,28         |             |             |  |
|                    |                             |                |              |              |             |             |  |
| Inscrits           | Inscrits                    | Inscrits       | 52 692       | 100,00       | 52 689      | 100,00      |  |
| Abstentions        | Abstentions                 | Abstentions    | 7 641        | 14,5         | 7 684       | 14,58       |  |
| Votants            | Votants                     | Votants        | 45 051       | 85,5         | 45 005      | 85,42       |  |
| Blancs et nuls     | Blancs et nuls              | Blancs et nuls | 768          | 1,7          | 612         | 1,36        |  |
| Exprimés           | Exprimés                    | Exprimés       | 44 283       | 98,3         | 44 393      | 98,64       |  |
| Source : Data.gouv |                             |                |              |              |             |             |  |

#### Deuxième circonscription (Saint-Quentin)
| Candidat         | Candidat                     | Parti          | Premier tour | Premier tour | Second tour | Second tour |  |
| Candidat         | Candidat                     | Parti          | Voix         | %            | Voix        | %           |  |
| ---------------- | ---------------------------- | -------------- | ------------ | ------------ | ----------- | ----------- |  |
|                  | Edmond Bricout sortant réélu | UD-Ve          | 24 491       | 43,39        | 29 108      | 52,23       |  |
|                  | Julien Carrel                | PCF            | 16 579       | 29,38        | 26 620      | 47,77       |  |
|                  | Jean Pierre-Bloch            | SFIO (FGDS)    | 10 338       | 18,32        | Retrait     | Retrait     |  |
|                  | Bernard Charuel              | CD (PDM)       | 4 941        | 8,75         |             |             |  |
|                  |                              |                |              |              |             |             |  |
| Inscrits         | Inscrits                     | Inscrits       | 69 131       | 100,00       | 69 108      | 100,00      |  |
| Abstentions      | Abstentions                  | Abstentions    | 11 428       | 16,53        | 11 130      | 16,11       |  |
| Votants          | Votants                      | Votants        | 57 703       | 83,47        | 57 978      | 83,89       |  |
| Blancs et nuls   | Blancs et nuls               | Blancs et nuls | 1 354        | 2,35         | 2 250       | 3,88        |  |
| Exprimés         | Exprimés                     | Exprimés       | 56 349       | 97,65        | 55 728      | 96,12       |  |
| Source : Gallica |                              |                |              |              |             |             |  |

#### Troisième circonscription (Hirson)
| Candidat           | Candidat              | Parti          | Premier tour | Premier tour | Second tour | Second tour |  |
| Candidat           | Candidat              | Parti          | Voix         | %            | Voix        | %           |  |
| ------------------ | --------------------- | -------------- | ------------ | ------------ | ----------- | ----------- |  |
|                    | Jean Risbourg sortant | UD-Ve          | 16 638       | 41,71        | 19 507      | 49,02       |  |
|                    | Raymond Mahoudeaux    | PCF            | 10 667       | 26,74        | Retrait     | Retrait     |  |
|                    | Maurice Brugnon élu   | SFIO (FGDS)    | 8 930        | 22,39        | 20 289      | 50,98       |  |
|                    | André Compère         | CD (PDM)       | 3 656        | 9,16         |             |             |  |
|                    |                       |                |              |              |             |             |  |
| Inscrits           | Inscrits              | Inscrits       | 47 842       | 100,00       | 47 831      | 100,00      |  |
| Abstentions        | Abstentions           | Abstentions    | 6 925        | 14,47        | 6 810       | 14,24       |  |
| Votants            | Votants               | Votants        | 40 917       | 85,53        | 41 021      | 85,76       |  |
| Blancs et nuls     | Blancs et nuls        | Blancs et nuls | 1 026        | 2,51         | 1 225       | 2,99        |  |
| Exprimés           | Exprimés              | Exprimés       | 39 891       | 97,49        | 39 796      | 97,01       |  |
| Source : Data.gouv |                       |                |              |              |             |             |  |

#### Quatrième circonscription (Chauny)
| Candidat           | Candidat                        | Parti          | Premier tour | Premier tour | Second tour | Second tour |  |
| Candidat           | Candidat                        | Parti          | Voix         | %            | Voix        | %           |  |
| ------------------ | ------------------------------- | -------------- | ------------ | ------------ | ----------- | ----------- |  |
|                    | Albert Catalifaud sortant réélu | UD-Ve          | 21 322       | 48,39        | 23 009      | 52,75       |  |
|                    | Roland Renard                   | PCF            | 12 999       | 29,50        | 20 611      | 47,25       |  |
|                    | Charles Margueritte             | SFIO (FGDS)    | 9 745        | 22,11        | Retrait     | Retrait     |  |
|                    |                                 |                |              |              |             |             |  |
| Inscrits           | Inscrits                        | Inscrits       | 53 695       | 100,00       | 53 688      | 100,00      |  |
| Abstentions        | Abstentions                     | Abstentions    | 8 207        | 15,28        | 8 430       | 15,7        |  |
| Votants            | Votants                         | Votants        | 45 488       | 84,72        | 45 258      | 84,3        |  |
| Blancs et nuls     | Blancs et nuls                  | Blancs et nuls | 1 422        | 3,13         | 1 638       | 3,62        |  |
| Exprimés           | Exprimés                        | Exprimés       | 44 066       | 96,87        | 43 620      | 96,38       |  |
| Source : Data.gouv |                                 |                |              |              |             |             |  |

#### Cinquième circonscription (Château-Thierry - Soissons)
| Candidat           | Candidat                  | Parti          | Premier tour | Premier tour | Second tour | Second tour |  |
| Candidat           | Candidat                  | Parti          | Voix         | %            | Voix        | %           |  |
| ------------------ | ------------------------- | -------------- | ------------ | ------------ | ----------- | ----------- |  |
|                    | André Rossi sortant réélu | CR (PDM)       | 23 807       | 42,60        | 26 885      | 48,48       |  |
|                    | Pierre Lemret             | PCF            | 14 351       | 25,68        | 17 563      | 31,67       |  |
|                    | Pierre-Robert Tranié      | UD-Ve          | 13 095       | 23,43        | 11 005      | 19,85       |  |
|                    | Michel Hérody             | PSU            | 4 627        | 8,28         |             |             |  |
|                    |                           |                |              |              |             |             |  |
| Inscrits           | Inscrits                  | Inscrits       | 67 454       | 100,00       | 67 452      | 100,00      |  |
| Abstentions        | Abstentions               | Abstentions    | 10 846       | 16,08        | 11 464      | 17          |  |
| Votants            | Votants                   | Votants        | 56 608       | 83,92        | 55 988      | 83          |  |
| Blancs et nuls     | Blancs et nuls            | Blancs et nuls | 728          | 1,29         | 535         | 0,96        |  |
| Exprimés           | Exprimés                  | Exprimés       | 55 880       | 98,71        | 55 453      | 99,04       |  |
| Source : Data.gouv |                           |                |              |              |             |             |  |

## Rappel des résultats départementaux des élections de 1962

### Élus en 1962
| Circ.            | Élu(e) | Élu(e)  | Élu(e)             | Élu(e)               | Élu(e)               | Battu(e) (seconde place) | Battu(e) (seconde place) | Battu(e) (seconde place) | Battu(e) (seconde place) | Battu(e) (seconde place) |
| Circ.            | Parti  | Parti   | Nom                | % suffrages exprimés | % suffrages exprimés | Parti                    | Parti                    | Nom                      | % suffrages exprimés     | % suffrages exprimés     |
| Circ.            | Parti  | Parti   | Nom                | 1er tour             | 2e tour              | Parti                    | Parti                    | Nom                      | 1er tour                 | 2e tour                  |
| ---------------- | ------ | ------- | ------------------ | -------------------- | -------------------- | ------------------------ | ------------------------ | ------------------------ | ------------------------ | ------------------------ |
| 1re              |        | UNR-UDT | Guy Sabatier       | 35,30 %              | 52,01 %              |                          | FGDS                     | Marcel Levindrey         | 24,45 %                  | 47,99 %                  |
| 2e               |        | UNR-UDT | Edmond Bricout*    | 41,17 %              | 57,26 %              |                          | PCF                      | Adrien Renard            | 29,36 %                  | 42,74 %                  |
| 3e               |        | UNR-UDT | Jean Risbourg      | 42,71 %              | 53,39 %              |                          | PCF                      | Raymond Lefranc          | 23,33 %                  | 32,06 %                  |
| 4e               |        | UNR-UDT | Albert Catalifaud* | 42,26 %              | 58,21 %              |                          | PCF                      | Etienne Mansart          | 23,54 %                  | 41,79 %                  |
| 5e               |        | CR      | André Rossi*       | 39,80 %              | 63,93 %              |                          | PCF                      | Robert Pénit             | 20,94 %                  | 36,07 %                  |
| * député sortant |        |         |                    |                      |                      |                          |                          |                          |                          |                          |